# Johann Friedrich Müller (Kupferstecher)

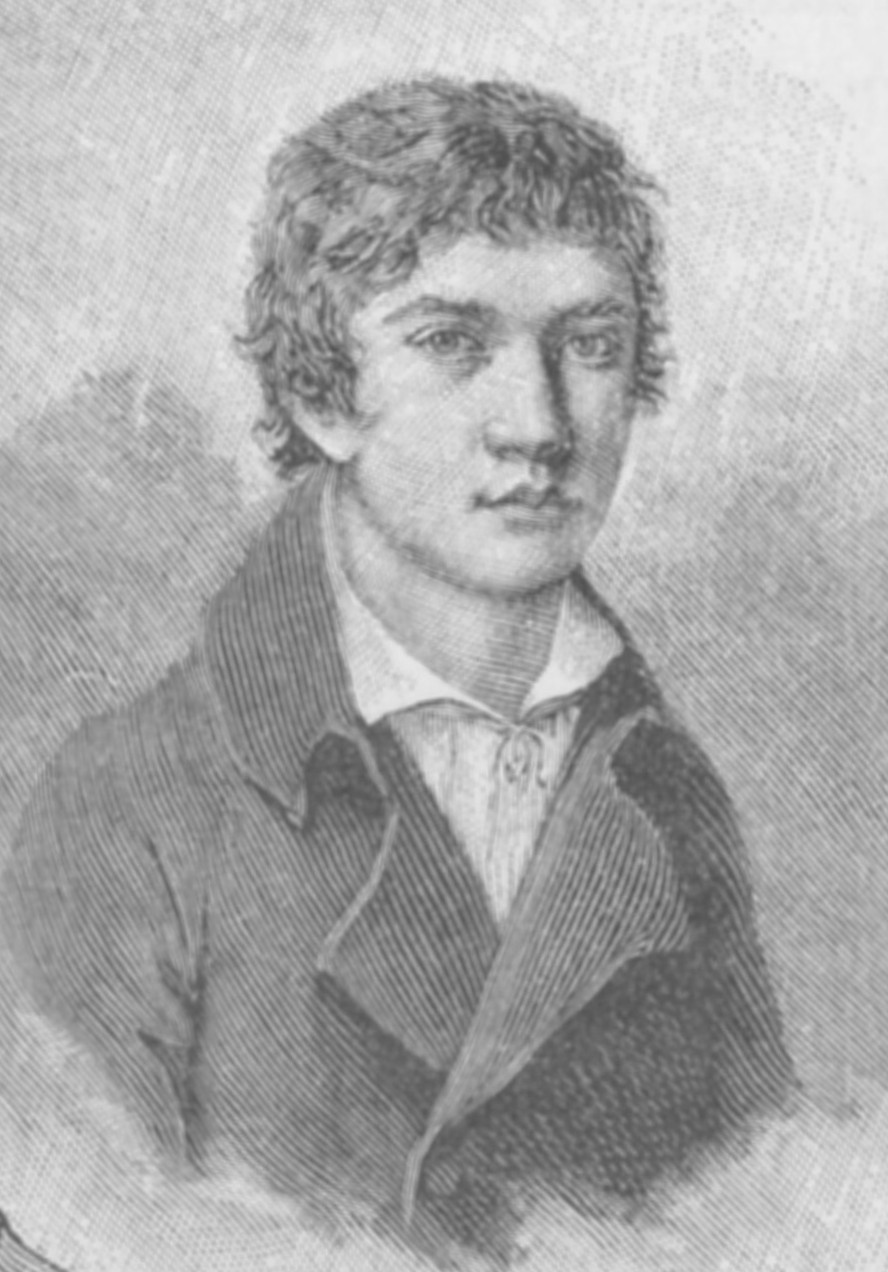
Johann Friedrich Müller

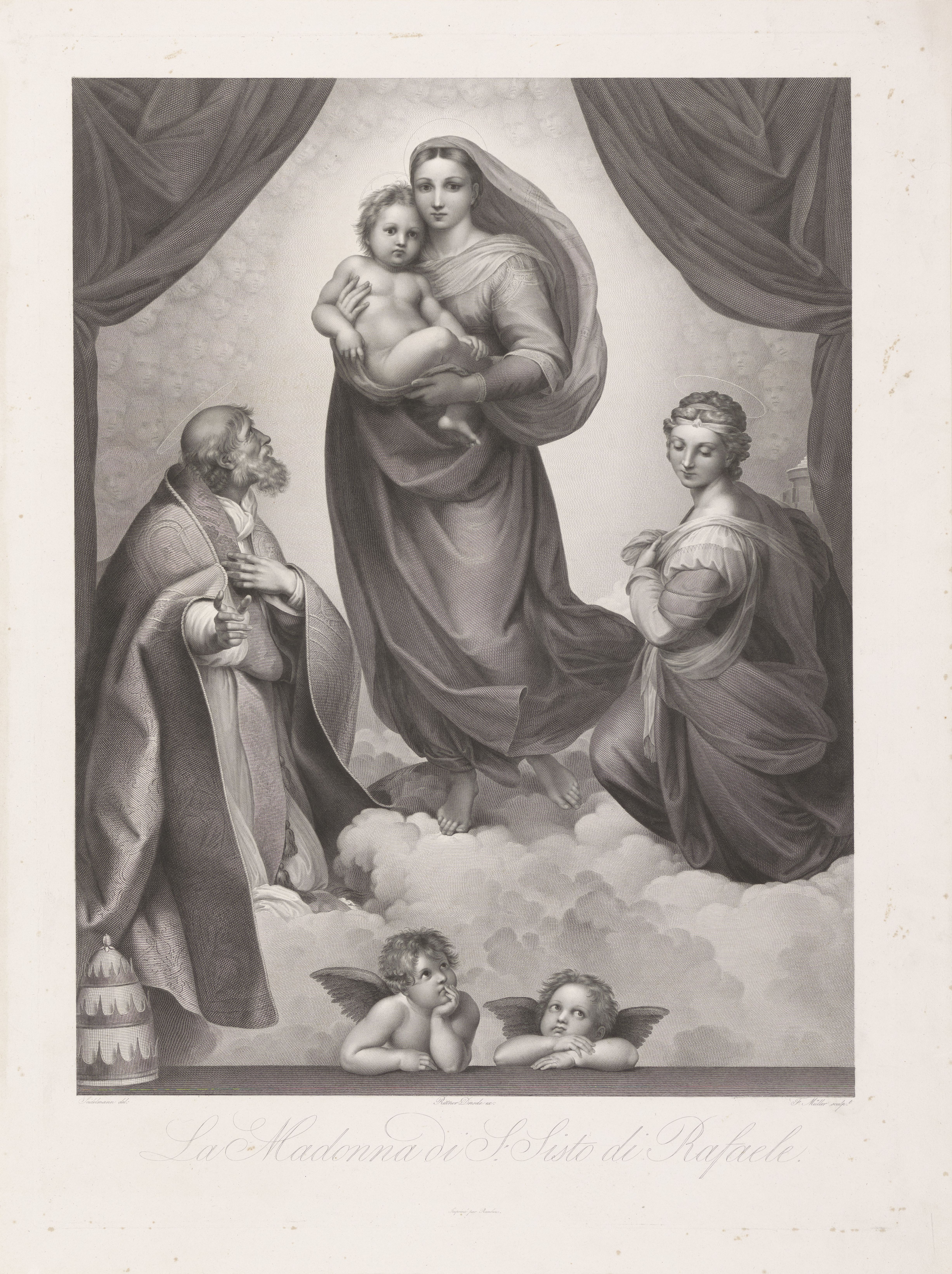
Maria mit Kind nach Raffael, zwischen 1792 und 1816, Druckgrafik von Johann Friedrich Müller nach einer Zeichnung von Apollonia Seydelmann

Johann Friedrich Wilhelm Müller (* 11. Dezember 1782 in Stuttgart; † 3. Mai 1816 Sonnenstein bei Pirna) war ein deutscher Kupferstecher. 

## Leben
Johann Friedrich Wilhelm Müller war der älteste Sohn des Kupferstechers Johann Gotthard Müller und dessen zweiter Ehefrau Rosine, geb. Schott. Früh an den Blattern erkrankt, litt er unter einer schwächlichen Konstitution. Er besuchte bis zu seinem 18. Lebensjahr das Gymnasium in Stuttgart, entschied sich aber gegen eine Karriere als Wissenschaftler und für eine Ausbildung zum Künstler. Ab 1798 befasste er sich mit der Kupferstecherei; seine ersten Werke waren zwei kleinformatige Blätter, von denen das eine einen Genius nach Hendrick Goltzius zeigte, das andere einen Genius mit Delphin nach Gérard Edelinck.
Müller wurde in Stuttgart von seinem Vater ausgebildet, verkehrte aber auch in den Ateliers befreundeter Künstler, insbesondere in dem Danneckers. Es schlossen sich Studien in Paris an, die er aber krankheitshalber unterbrechen musste. Unter der Anleitung des Malers Franz Peter Kymli erlernte er während eines Aufenthaltes auf dem Land die Ölmalerei, ehe er wieder nach Paris zurückkehrte. Aus der Zeit in Paris stammen die Stiche der Venus von Arles für das Musée français und La Jeunesse nach Le Masson, deren Darstellung im Kupferstich mit einer von ihm entwickelten Technik noch den Marmor der Statue erkennen ließ. Ferner arbeitete er dort am Evangelisten Johannes nach Domenichino, dessen Zeichnung er schon in Stuttgart angelegt hatte, und am Bildnis des Kronprinzen Wilhelm von Württemberg. 1804 kam er nach Stuttgart zurück, wo er den Johannes vollendete. Der Dresdner Kunsthändler Rittner beauftragte ihn 1806 mit dem Stich der Sixtinischen Madonna, was dazu führte, dass Müller eine Studienreise über Dresden nach Italien unternahm, um die Werke Raffaels kennenzulernen. 1809 kehrte er zurück und arbeitete weiter an dem Madonnenstich, daneben entstanden etliche Porträts, darunter ein Stich Schillers nach einer von Dannecker geschaffenen Büste sowie ein Stich von Hebel. 1811 heiratete er Henriette Rapp, eine Nichte Gottlob Heinrich Rapps und Verwandte Danneckers, die im Hause dieses Künstlers erzogen worden war. Aus der Ehe gingen Karl Friedrich Johann von Müller und ein weiteres Kind hervor. Er wurde königlicher Hofkupferstecher und 1814 Professor an der Akademie der Künste in Dresden.

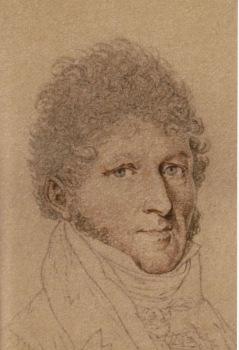
E. T. A. Hoffmann

In seiner Zeit in Dresden schuf er auch eine Porträtzeichnung des Dichters E. T. A. Hoffmann, vielleicht als Vorarbeit zu einem Kupferstich, der nicht mehr zustande kam. Jürgen Glauner schreibt in einem Aufsatz über dieses Werk, „dass es sich bei dem Dargestellten auf Müllers Zeichnung tatsächlich um Hoffmann handelt, und zwar um das genaueste und detailreichste Bildnis, kurz: um das beste, was wir kennen, von der Hand eines der Größten seiner Zunft und seines Jahrhunderts.“
1816 vollendete er den Stich der Sixtinischen Madonna, der bald weit verbreitet war. Hermann Grimm urteilte über dieses Werk: „Nur einem einzigen Kupferstecher ist es gelungen, dem Gemälde nahe zu kommen, Friedrich Müller, dessen Werk als das Beste gilt, was die neuere Kupferstichkunst überhaupt hervorgebracht hat.“
Danach konnte er, wohl auch durch die Umbrüche in Dresden und veränderte Arbeitsbedingungen, sich zu keiner weiteren Arbeit mehr entschließen, begann unter Auszehrung und religiösen Wahnvorstellungen zu leiden, die dazu führten, dass er fast keine Nahrung mehr zu sich nahm, und wurde schließlich auf dem Sonnenstein bei Pirna in die Obhut des Irrenarztes Ernst Gottlob Pienitz übergeben. Möglicherweise sprang er dort, nachdem er seinen Wächter überlistet hatte, aus einem Fenster und fand so den Tod.